# Janstorpsskogens naturreservat
Janstorpsskogens naturreservat är ett 102 ha stort naturreservat i Arnö, Nyköpings kommun fem  kilometer söder om tätorten. Området blev naturreservat den 16 november 2010.

## Bildgalleri

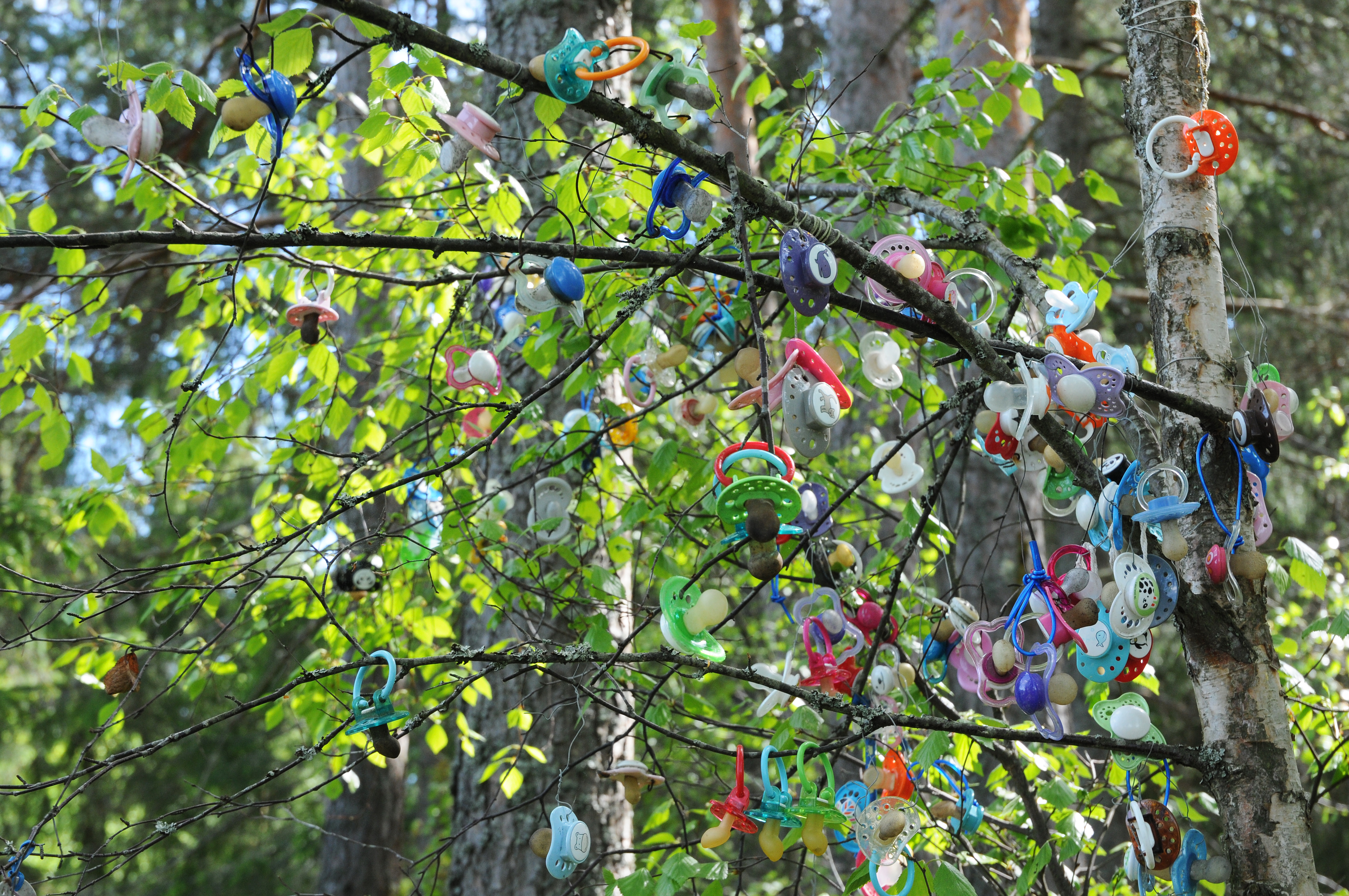
Nappträdet